# 地域情報番組

地域情報番組（ちいきじょうほうばんぐみ）は、放送局が自放送局の聴取あるいは視聴エリア内に向けて流す情報番組であり、「ローカル番組」の主要部分を指す。
本記事では、NHKが各放送局向けに放送するテレビ・ラジオ番組の放送枠について記す。
テレビ放送では総合テレビで、ラジオ放送はラジオ第1とFMにて放送される。

## 概要
NHKは1972年度の番組改正で、週1回・30分間の地域情報番組の時間を設けた。これは地域の身近な話題や文化を題材に、地域の視聴者の要望に応える情報番組を開発する目的で開始した。当初は日曜日の午前、金曜日の夕方に設けられた地域が大半だったが、九州ブロックの『こんばんは九州』のみゴールデンタイムにあたる木曜日の19時30分から放送した。翌年の1973年度は関東と東北を除き、九州と同様に木曜日の19時30分からの放送に移行した。
しかし、島桂次の会長在任時、合理化などにより地域情報番組は縮小され、近畿地方と東海3県では府県域の番組が消滅した。それらが復活し、全国で地域情報番組が再び盛んになったのは海老沢勝二の会長在任時に入ってからである。
その海老沢が一連のNHK不祥事で退任し、橋本元一の体制となってから、再び合理化によって地域情報番組は縮小傾向となった。さらに2013年度になると、受信料の値下げや東日本大震災の影響で、地域放送の枠自体が削られた上に、テレビからラジオへのシフトが全国規模で強力に進められた。
その後、前田晃伸の会長在任時に再び地域放送の強化に舵が切られた。2022年度の番組改定では、枠の拡大や、ブロック放送から県域放送への転換といった放送地域の細分化など、地域情報番組の充実が図られた。
なお、NHK公式サイトであるNHKオンラインに掲載されている番組表では、全国54局別に地域情報番組の内容を確認できる。以前は総合テレビのみの対応だったが、2010年4月5日よりラジオ第1およびFM放送についても地域情報番組の内容を確認できるようになった。
以下に掲げる番組は、いずれも突発時の臨時ニュースに差し替えられた場合、番組自体は休止となる。
2024年1月1日夕方に発生した令和6年能登半島地震により、1月9日から地上波放送を視聴できない被災者向けにBS103ch（旧：BSプレミアム）で金沢放送局の番組（11日までは一部番組、12日以降はほぼ全ての番組）を、停波まで同時放送した。そのため、1月9日18時から6月30日まで、石川ローカル番組と中部ブロック番組（名古屋局発）は実質全国放送となった。

## 総合テレビ
2025年度の基本計画及び定時番組の部門種別に基づく。
総合テレビでは平日を中心に放送される。
2020年3月から、首都圏（南関東エリア）向けの番組がネット常時同時配信のNHKプラスにて、日本全国で視聴可能になった。
一覧表で無記入欄がある場合は、ネット送出番組を放送する。

### 平日午前
11:54 - 11:57は東京から全国の気象情報を送る（近畿地方のみ特記事項あり）。2025年度より11時台は北海道、東北、関東甲信越、四国ブロックは再放送枠となり廃止となる。
| 7:45         | 7:55                                   | 11:30                      | 11:40                                                 | 11:45                                                 | 11:57                                                 |                    |
| 北海道       |                                        |                            |                                                       |                                                       |                                                       |                    |
| 札幌         | NHKニュース おはよう北海道             | NHKニュース おはよう北海道 |                                                       |                                                       |                                                       | 気象情報（札幌）   |
| 室蘭         | NHKニュース おはよう北海道             | NHKニュース おはよう北海道 |                                                       |                                                       |                                                       | 気象情報（札幌）   |
| 函館         | NHKニュース おはよう北海道             | NHKニュース おはよう北海道 |                                                       |                                                       |                                                       | 気象情報（札幌）   |
| 旭川         | NHKニュース おはよう北海道             | NHKニュース おはよう北海道 |                                                       |                                                       |                                                       | 気象情報（札幌）   |
| 帯広         | NHKニュース おはよう北海道             | NHKニュース おはよう北海道 |                                                       |                                                       |                                                       | 気象情報（札幌）   |
| 釧路         | NHKニュース おはよう北海道             | NHKニュース おはよう北海道 |                                                       |                                                       |                                                       | 気象情報（札幌）   |
| 北見         | NHKニュース おはよう北海道             | NHKニュース おはよう北海道 |                                                       |                                                       |                                                       | 気象情報（札幌）   |
| 東北         |                                        |                            |                                                       |                                                       |                                                       |                    |
| 仙台         | おはよう宮城                           | おはよう宮城               |                                                       |                                                       |                                                       | 気象情報           |
| 秋田         | おはよう秋田                           | おはよう秋田               | 気象情報                                              |                                                       |                                                       |                    |
| 山形         | おはよう山形                           | おはよう山形               | 気象情報（仙台）                                      |                                                       |                                                       |                    |
| 盛岡         | おはよういわて                         | おはよういわて             | 気象情報（仙台）                                      |                                                       |                                                       |                    |
| 福島         | おはよう福島                           | おはよう福島               | 気象情報                                              |                                                       |                                                       |                    |
| 青森         | おはよう青森                           | おはよう青森               | 気象情報（仙台）                                      |                                                       |                                                       |                    |
| 関東・甲信越 |                                        |                            |                                                       |                                                       |                                                       |                    |
| 首都圏       | NHKニュース おはよう日本（関東甲信越） |                            |                                                       |                                                       |                                                       | 気象情報           |
| 長野         | NHKニュース おはよう日本（関東甲信越） | NHKニュース（長野）        | 気象情報・お知らせ                                    |                                                       |                                                       |                    |
| 新潟         | NHKニュース おはよう日本（関東甲信越） | NHKニュース（新潟）        | 気象情報                                              |                                                       |                                                       |                    |
| 甲府         | NHKニュース おはよう日本（関東甲信越） | NHKニュース（甲府）        | 気象情報                                              |                                                       |                                                       |                    |
| 前橋         | NHKニュース おはよう日本（関東甲信越） |                            | 気象情報                                              |                                                       |                                                       |                    |
| 水戸         | NHKニュース おはよう日本（関東甲信越） | 気象情報                   |                                                       |                                                       |                                                       |                    |
| 宇都宮       | NHKニュース おはよう日本（関東甲信越） | 気象情報                   |                                                       |                                                       |                                                       |                    |
| 放送局       | 7:45                                   | 7:55                       | 11:30                                                 | 11:40                                                 | 11:45                                                 | 11:57              |
| 中部         |                                        |                            |                                                       |                                                       |                                                       |                    |
| 名古屋       | おはよう東海                           | おはよう東海               | ぐるっと!                                             | ぐるっと!                                             | ぐるっと!                                             | 気象情報           |
| 金沢         | おはよう北陸                           | おはよう北陸               | ぐるっと!                                             | ぐるっと!                                             | ぐるっと!                                             | 気象情報           |
| 静岡         | おはよう静岡                           | おはよう静岡               | ぐるっと!                                             | ぐるっと!                                             | ぐるっと!                                             | 気象情報（名古屋） |
| 福井         | おはよう北陸                           | おはよう北陸               | ぐるっと!                                             | ぐるっと!                                             | ぐるっと!                                             | 気象情報（金沢）   |
| 富山         | おはよう北陸                           | おはよう北陸               | ぐるっと!                                             | ぐるっと!                                             | ぐるっと!                                             | 気象情報（金沢）   |
| 津           | おはよう東海                           | おはよう東海               | ぐるっと!                                             | ぐるっと!                                             | ぐるっと!                                             | 気象情報（名古屋） |
| 岐阜         | おはよう東海                           | おはよう東海               | ぐるっと!                                             | ぐるっと!                                             | ぐるっと!                                             |                    |
| 近畿         |                                        |                            |                                                       |                                                       |                                                       |                    |
| 大阪         | おはよう関西                           | おはよう関西               | ぐるっと関西おひるまえ ぐるっと万博おひるまえ（金曜） | ぐるっと関西おひるまえ ぐるっと万博おひるまえ（金曜） | ぐるっと関西おひるまえ ぐるっと万博おひるまえ（金曜） | 気象情報（大阪）   |
| 京都         | おはよう関西                           | おはよう関西               | ぐるっと関西おひるまえ ぐるっと万博おひるまえ（金曜） | ぐるっと関西おひるまえ ぐるっと万博おひるまえ（金曜） | ぐるっと関西おひるまえ ぐるっと万博おひるまえ（金曜） | 気象情報（大阪）   |
| 神戸         | おはよう関西                           | おはよう関西               | ぐるっと関西おひるまえ ぐるっと万博おひるまえ（金曜） | ぐるっと関西おひるまえ ぐるっと万博おひるまえ（金曜） | ぐるっと関西おひるまえ ぐるっと万博おひるまえ（金曜） | 気象情報（大阪）   |
| 和歌山       | おはよう関西                           | おはよう関西               | ぐるっと関西おひるまえ ぐるっと万博おひるまえ（金曜） | ぐるっと関西おひるまえ ぐるっと万博おひるまえ（金曜） | ぐるっと関西おひるまえ ぐるっと万博おひるまえ（金曜） | 気象情報           |
| 奈良         | おはよう関西                           | おはよう関西               | ぐるっと関西おひるまえ ぐるっと万博おひるまえ（金曜） | ぐるっと関西おひるまえ ぐるっと万博おひるまえ（金曜） | ぐるっと関西おひるまえ ぐるっと万博おひるまえ（金曜） | 気象情報（大阪）   |
| 大津         | おはよう関西                           | おはよう関西               | ぐるっと関西おひるまえ ぐるっと万博おひるまえ（金曜） | ぐるっと関西おひるまえ ぐるっと万博おひるまえ（金曜） | ぐるっと関西おひるまえ ぐるっと万博おひるまえ（金曜） | 気象情報（大阪）   |
| 中国         |                                        |                            |                                                       |                                                       |                                                       |                    |
| 広島         | おはようちゅうごく                     | おはようちゅうごく         | ミニ番組（火曜 - 金曜）                               | ひるまえ直送便                                        | ひるまえ直送便                                        | 気象情報（広島）   |
| 岡山         | おはようちゅうごく                     | おはようちゅうごく         | ミニ番組（火曜 - 金曜）                               | ひるまえ直送便                                        | ひるまえ直送便                                        | 気象情報（広島）   |
| 松江         | おはようちゅうごく                     | おはようちゅうごく         | ミニ番組（火曜 - 金曜）                               | ひるまえ直送便                                        | ひるまえ直送便                                        | 気象情報（広島）   |
| 鳥取         | おはようちゅうごく                     | おはようちゅうごく         | ミニ番組（火曜 - 金曜）                               | ひるまえ直送便                                        | ひるまえ直送便                                        | 気象情報（広島）   |
| 山口         | おはようちゅうごく                     | おはようちゅうごく         | ミニ番組（火曜 - 金曜）                               | ひるまえ直送便                                        | ひるまえ直送便                                        | 気象情報（広島）   |
| 放送局       | 7:45                                   | 7:55                       | 11:30                                                 | 11:40                                                 | 11:45                                                 | 11:57              |
| 四国         |                                        |                            |                                                       |                                                       |                                                       |                    |
| 松山         | おはよう四国                           | おはよう四国               |                                                       |                                                       |                                                       | 気象情報（松山）   |
| 高知         | おはよう四国                           | おはよう四国               |                                                       |                                                       | ひるどき高知（金）                                    | 気象情報（松山）   |
| 徳島         | おはよう四国                           | おはよう四国               |                                                       |                                                       |                                                       | 気象情報（松山）   |
| 高松         | おはよう四国                           | おはよう四国               |                                                       |                                                       |                                                       | 気象情報（松山）   |
| 九州・沖縄   |                                        |                            |                                                       |                                                       |                                                       |                    |
| 福岡         | おはよう九州沖縄                       | おはよう九州沖縄           | ミニ番組（火曜 - 金曜）                               | はっけんTV                                            | はっけんTV                                            | 気象情報（福岡）   |
| 北九州       | おはよう九州沖縄                       | おはよう九州沖縄           | ミニ番組（火曜 - 金曜）                               | はっけんTV                                            | はっけんTV                                            | 気象情報（福岡）   |
| 熊本         | おはよう九州沖縄                       | おはよう九州沖縄           | ミニ番組（火曜 - 金曜）                               | はっけんTV                                            | はっけんTV                                            | 気象情報           |
| 長崎         | おはよう九州沖縄                       | おはよう九州沖縄           | ミニ番組（火曜 - 金曜）                               | はっけんTV                                            | はっけんTV                                            | 気象情報           |
| 鹿児島       | おはよう九州沖縄                       | おはよう九州沖縄           | ミニ番組（火曜 - 金曜）                               | はっけんTV                                            | はっけんTV                                            | 気象情報           |
| 宮崎         | おはよう九州沖縄                       | おはよう九州沖縄           | ミニ番組（火曜 - 金曜）                               | はっけんTV                                            | はっけんTV                                            | 気象情報           |
| 大分         | おはよう九州沖縄                       | おはよう九州沖縄           | ミニ番組（火曜 - 金曜）                               | はっけんTV                                            | はっけんTV                                            | 気象情報           |
| 佐賀         | おはよう九州沖縄                       | おはよう九州沖縄           | ミニ番組（火曜 - 金曜）                               | はっけんTV                                            | はっけんTV                                            | 気象情報           |
| 沖縄         | おはよう沖縄                           | 気象情報（福岡）           | ミニ番組（火曜 - 金曜）                               | 沖縄ちゅらTV                                          | 沖縄ちゅらTV                                          | 気象情報           |

東北ブロック
- 朝は県域放送とブロック放送を組み合わせる。ブロック放送は、7:50.30 - 7:54.50「東北地方の話題・検証」、7:54.50 - 7:58「東北地方の気象情報」（いずれも仙台発）。
- 2018年度からお盆期間（8月中旬）の平日朝は県域枠を休止し、『おはよう東北』のタイトルで仙台から放送。

中部ブロック
- 2019年度からのお盆期間（8月中旬）と、2021年度からの春の大型連休の谷間（4月末・5月上旬）及び年末（12月28日まで）の平日朝は県域枠を休止し、『おはよう東海・北陸』のタイトルで名古屋から放送。（静岡県は2022年度からネット）

近畿ブロック
- 2008年度から2017年度と2019年度からは11:54 - 11:57の枠の東京発の気象情報のネットを原則として行わず、大阪から全国の気象情報を放送する。土曜日・日曜日と祝日・年末年始編成に当たる日、（国会中継や高校野球開催などで）地域放送ができない日を除く。

中国ブロック
- 2023年度までは朝の放送は県域放送とブロック放送を組み合わせて放送。
- 2019年度からのお盆期間（8月中旬）と、2020年度からの春の大型連休の谷間（4月末・5月上旬）及び年末（12月28日まで）の平日朝は、『NHKニュース おはようちゅうごく』のタイトルで広島からブロック放送。

四国ブロック
- 松山・高知・高松は2020年9月25日まで、徳島は2022年9月30日まで、7:45 - 7:51は県域放送、7:51以降は松山からブロック放送[注 3]。
- 2021年度までは、松山・徳島・高松も金曜11時台の県域放送を行っていた。

その他
- 2020年4月7日に日本政府が新型コロナウイルスに関する緊急事態宣言が7都府県に発出されたことから、4月13日から7月3日まで、平日10時のNHKニュースを30分に拡大し、平日のおはよう日本のローカル枠（おはよう日本・関東甲信越〈首都圏〉・おはよう関西〈大阪〉・おはよう九州沖縄〈福岡〉・おはよう東海〈名古屋〉）の「新型コロナウイルス」関連ニュースの時差放送を行った（国会中継がある日を除く）。

### 夕方・夜のニュース
18時台は平日18:10からローカルニュースを放送。土曜・日曜・祝日は18:45から放送。平日の20時台は20:45から放送。
2018年度からは平日18時台でもお盆期間や年末（12月26 - 28日）は、放送局によって通常編成、ブロック編成に差し替え、放送時間の短縮（祝日同様18:45から、など）と対応が分かれている。
2020年度まで、平日18:52から2分間東京発の全国向け気象情報（一部地域で放送）があった。2021年度からすべて自主制作に切り替えている。
2022年度より平日18:00からの全国定時ニュースのネット受けを返上して、18:00から地域情報番組を開始する編成を各局の判断でできるようになった。ただし、定時ニュースを強制全局ネットとし、これまで通り18:10から各局ごとに編成するように切り替える場合もある。
土日祝18:53 - 18:55は、基本的に東京発の気象情報をネットする（秋田県、長野県、祝日を除く四国地方、佐賀県、長崎県、熊本県、大分県は非ネット）。
2012年度以降、地方局のコスト削減を狙い土日祝18:45のローカルニュース枠を拠点局からのブロック放送に転換した地域があり、東北（仙台発、2020年度から・一部県除く）、中国（広島発、2018年度から）、四国（松山発、2012年度から）、九州・沖縄（福岡発、2018年度から）が該当する。ただし、災害や県政選挙の投票日など週末の夕方ローカルニュースを近隣大都市局からのネット受けとする（していた）地域でもローカルニュースに差し替える日がある。 2022年度からは山形・福島・青森を除いて再び県域放送に戻り、2025年度に山形・青森が県域放送に戻したことで3大都市圏（関東、東海、近畿）以外の土日のブロック放送は消滅した。広島『お好みホリデー』のように祝日だけ独自の番組名をつける事例もある。
| 放送局       | 平日18時台               | 平日18時台               | 平日18時台               | 平日18時台                                               | 平日18時台                                                          | 土日18時台                                                          | 土日18時台                                      | 平日20時台「845」   |
| ------------ | ------------------------ | ------------------------ | ------------------------ | -------------------------------------------------------- | ------------------------------------------------------------------- | ------------------------------------------------------------------- | ----------------------------------------------- | ------------------- |
| 放送局       | 18:00                    | 18:10                    | 18:30                    | 18:40                                                    | 18:55                                                               | 土日18:45                                                           | 土日18:55                                       | 20:45               |
| 北海道       |                          |                          |                          |                                                          |                                                                     |                                                                     |                                                 |                     |
| 札幌         | ほっとニュース北海道     | ほっとニュース北海道     | ほっとニュース北海道     | ほっとニュース道央いぶりDAYひだか                        |                                                                     | ニュース北海道645                                                   | ニュース北海道645                               | ほっとニュース845   |
| 室蘭         | ほっとニュース北海道     | ほっとニュース北海道     | ほっとニュース北海道     | ほっとニュース道央いぶりDAYひだか                        |                                                                     | ニュース北海道645                                                   | ニュース北海道645                               | ほっとニュース845   |
| 函館         | ほっとニュース北海道     | ほっとニュース北海道     | ほっとニュース北海道     | ほっとニュース函館 （金曜は19:00まで）                   |                                                                     | ニュース北海道645                                                   | ニュース北海道645                               | ほっとニュース845   |
| 旭川         | ほっとニュース北海道     | ほっとニュース北海道     | ほっとニュース北海道     | ほっとニュース道北・オホーツク （木曜・金曜は19:00まで） |                                                                     | ニュース北海道645                                                   | ニュース北海道645                               | ほっとニュース845   |
| 北見         | ほっとニュース北海道     | ほっとニュース北海道     | ほっとニュース北海道     | ほっとニュース道北・オホーツク （木曜・金曜は19:00まで） |                                                                     | ニュース北海道645                                                   | ニュース北海道645                               | ほっとニュース845   |
| 帯広         | ほっとニュース北海道     | ほっとニュース北海道     | ほっとニュース北海道     | ほっとニュースぐるっと道東! （金曜は19:00まで）          |                                                                     | ニュース北海道645                                                   | ニュース北海道645                               | ほっとニュース845   |
| 釧路         | ほっとニュース北海道     | ほっとニュース北海道     | ほっとニュース北海道     | ほっとニュースぐるっと道東! （金曜は19:00まで）          |                                                                     | ニュース北海道645                                                   | ニュース北海道645                               | ほっとニュース845   |
| 東北         |                          |                          |                          |                                                          |                                                                     |                                                                     |                                                 |                     |
| 仙台         |                          | てれまさ                 | てれまさ                 | てれまさ                                                 | てれまさ                                                            | ニュースてれまさ645                                                 | ニュースてれまさ645                             | ニュースてれまさ845 |
| 秋田         | ニュースこまち           | ニュースこまち           | ニュースこまち           | ニュースこまち                                           | ニュースこまちサタデー （土曜） ニュースこまちサンデー （日曜）     | ニュースこまちサタデー （土曜） ニュースこまちサンデー （日曜）     | ニュースこまち845                               |                     |
| 山形         | やままる                 | やままる                 | やままる                 | やままる                                                 | やままるサタデー （土曜） やままるサンデー （日曜）                 | やままるサタデー （土曜） やままるサンデー （日曜）                 | やままる845                                     |                     |
| 盛岡         | おばんですいわて         | おばんですいわて         | おばんですいわて         | おばんですいわて                                         | おばんですいわてサタデー （土曜） おばんですいわてサンデー （日曜） | おばんですいわてサタデー （土曜） おばんですいわてサンデー （日曜） | ニュースいわて845                               |                     |
| 福島         | はまなかあいづTODAY      | はまなかあいづTODAY      | はまなかあいづTODAY      | はまなかあいづTODAY                                      | はまなかあいづ サタデー （土曜） はまなかあいづ サンデー （日曜）   | はまなかあいづ サタデー （土曜） はまなかあいづ サンデー （日曜）   | ニュースふくしま845                             |                     |
| 青森         | あっぷるワイド           | あっぷるワイド           | あっぷるワイド           | あっぷるワイド                                           | あっぷるワイド645                                                   | あっぷるワイド645                                                   | あっぷるワイド845                               |                     |
| 関東・甲信越 |                          |                          |                          |                                                          |                                                                     |                                                                     |                                                 |                     |
| 首都圏       |                          | 首都圏ネットワーク       |                          |                                                          |                                                                     | ニュース645（首都圏）                                               | ニュース645（首都圏）                           | 首都圏ニュース845   |
| 前橋         | ほっとぐんま630          | ほっとぐんま630          | ほっとぐんま630          |                                                          |                                                                     | ニュース645（首都圏）                                               | ニュース645（首都圏）                           | 首都圏ニュース845   |
| 宇都宮       | とちぎ630                | とちぎ630                | とちぎ630                |                                                          |                                                                     | ニュース645（首都圏）                                               | ニュース645（首都圏）                           | 首都圏ニュース845   |
| 長野         | イブニング信州           | イブニング信州           | イブニング信州           | イブニング信州                                           | 信州645                                                             | 信州645                                                             | 信州845                                         |                     |
| 新潟         | 新潟ニュース610          | 新潟ニュース610          | 新潟ニュース610          | 新潟ニュース610                                          | ニュース（新潟）                                                    | ニュース（新潟）                                                    | 新潟ニュース845                                 |                     |
| 甲府         | Newsかいドキ             | Newsかいドキ             | Newsかいドキ             | Newsかいドキ                                             | ニュース645（首都圏）                                               | 気象情報（甲府）                                                    | ニュース山梨845                                 |                     |
| 水戸         | いば6                    | いば6                    | いば6                    | いば6                                                    | ニュース645（首都圏）                                               | 気象情報（首都圏）                                                  | 茨城ニュース845                                 |                     |
| 放送局       | 18:00                    | 18:10                    | 18:30                    | 18:40                                                    | 18:55                                                               | 土日18:45                                                           | 土日18:55                                       | 20:45               |
| 中部         |                          |                          |                          |                                                          |                                                                     |                                                                     |                                                 |                     |
| 名古屋       |                          | まるっと!                |                          |                                                          |                                                                     | ニュース（名古屋）                                                  | ニュース（名古屋）                              | ニュース845東海     |
| 津           | まるっと!みえ            | まるっと!みえ            | まるっと!みえ            |                                                          |                                                                     | ニュース（名古屋）                                                  | ニュース（名古屋）                              | ニュース845東海     |
| 岐阜         | まるっと!ぎふ            | まるっと!ぎふ            | まるっと!ぎふ            |                                                          |                                                                     | ニュース（名古屋）                                                  | ニュース（名古屋）                              | ニュース845東海     |
| 金沢         | かがのと                 | かがのと                 | かがのと                 | かがのと                                                 | newsかがのと                                                        | newsかがのと                                                        | ニュース金沢845                                 |                     |
| 静岡         | NHKニュース たっぷり静岡 | NHKニュース たっぷり静岡 | NHKニュース たっぷり静岡 | NHKニュース たっぷり静岡                                 | ニュースしずおか645                                                 | ニュースしずおか645                                                 | ニュースしずおか845                             |                     |
| 福井         | ニュースザウルスふくい   | ニュースザウルスふくい   | ニュースザウルスふくい   | ニュースザウルスふくい                                   | ニュースザウルス645                                                 | ニュースザウルス645                                                 | ニュースザウルス845                             |                     |
| 富山         | ニュース富山人           | ニュース富山人           | ニュース富山人           | ニュース富山人                                           | ニュースとやま645                                                   | ニュースとやま645                                                   | ニュースとやま845                               |                     |
| 近畿         |                          |                          |                          |                                                          |                                                                     |                                                                     |                                                 |                     |
| 大阪         |                          | ほっと関西               |                          |                                                          |                                                                     | ニュース（大阪）                                                    | ニュース（大阪）                                | ニュース845         |
| 京都         | 京いちにち               | 京いちにち               | 京いちにち               | 京都ニュース845                                          |                                                                     | ニュース（大阪）                                                    | ニュース（大阪）                                |                     |
| 神戸         | リブラブひょうご         | リブラブひょうご         | リブラブひょうご         | リブラブひょうご845                                      |                                                                     | ニュース（大阪）                                                    | ニュース（大阪）                                |                     |
| 和歌山       | ギュギュっと和歌山       | ギュギュっと和歌山       | ギュギュっと和歌山       | わかやま845                                              |                                                                     | ニュース（大阪）                                                    | ニュース（大阪）                                |                     |
| 奈良         | ならナビ                 | ならナビ                 | ならナビ                 | ならナビ845                                              |                                                                     | ニュース（大阪）                                                    | ニュース（大阪）                                |                     |
| 大津         | おうみ発630              | おうみ発630              | おうみ発630              | おうみ845                                                |                                                                     | ニュース（大阪）                                                    | ニュース（大阪）                                |                     |
| 中国         |                          |                          |                          |                                                          |                                                                     |                                                                     |                                                 |                     |
| 広島         |                          | お好みワイドひろしま     | お好みワイドひろしま     | お好みワイドひろしま                                     | お好みワイドひろしま                                                | お好みサタデー （土曜） お好みサンデー （日曜）                     | お好みサタデー （土曜） お好みサンデー （日曜） | お好み845           |
| 岡山         | もぎたて!                | もぎたて!                | もぎたて!                | もぎたて!                                                | もぎたて!645                                                        | もぎたて!645                                                        | もぎたて!845                                    |                     |
| 松江         | しまねっとNEWS610        | しまねっとNEWS610        | しまねっとNEWS610        | しまねっとNEWS610                                        | さんいんNEWS645                                                     | 気象情報（山陰）                                                    | しまねっと845                                   |                     |
| 鳥取         | いろ★ドリ                | いろ★ドリ                | いろ★ドリ                | いろ★ドリ                                                | さんいんNEWS645                                                     | 気象情報（山陰）                                                    | とっとりNEWS845                                 |                     |
| 山口         | 情報維新!やまぐち        | 情報維新!やまぐち        | 情報維新!やまぐち        | 情報維新!やまぐち                                        | 情報維新!やまぐち645                                                | 情報維新!やまぐち645                                                | 情報維新!やまぐち845                            |                     |
| 放送局       | 18:00                    | 18:10                    | 18:30                    | 18:40                                                    | 18:55                                                               | 土日18:45                                                           | 土日18:55                                       | 20:45               |
| 四国         |                          |                          |                          |                                                          |                                                                     |                                                                     |                                                 |                     |
| 松山         |                          | ひめポン!                | ひめポン!                | ひめポン!                                                | ひめポン!                                                           | ひめポン!645                                                        | ひめポン!645                                    | ひめポン!845        |
| 高知         | こうちいちばん           | こうちいちばん           | こうちいちばん           | こうちいちばん                                           | こうちいちばん645                                                   | こうちいちばん645                                                   | こうちいちばん845                               |                     |
| 徳島         | とく6徳島                | とく6徳島                | とく6徳島                | とく6徳島                                                | とくしまニュース645                                                 | とくしまニュース645                                                 | とくしまニュース845                             |                     |
| 高松         | ゆう6かがわ              | ゆう6かがわ              | ゆう6かがわ              | ゆう6かがわ                                              | ゆう6かがわサタデー （土曜） ゆう6かがわサンデー （日曜）           | ゆう6かがわサタデー （土曜） ゆう6かがわサンデー （日曜）           | ゆう6かがわ845                                  |                     |
| 九州・沖縄   |                          |                          |                          |                                                          |                                                                     |                                                                     |                                                 |                     |
| 福岡         |                          | ロクいち!福岡            |                          |                                                          |                                                                     | ニュース645福岡                                                     | ニュース645福岡                                 | ニュース845福岡     |
| 北九州       | ニュースブリッジ北九州   | ニュースブリッジ北九州   | ニュースブリッジ北九州   | ニュース845北九州                                        |                                                                     | ニュース645福岡                                                     | ニュース645福岡                                 |                     |
| 熊本         | クマロク!                | クマロク!                | クマロク!                | クマロク!                                                | クマロク!645                                                        | クマロク!645                                                        | ニュース845くまもと                             |                     |
| 長崎         | ぎゅっと!長崎            | ぎゅっと!長崎            | ぎゅっと!長崎            | ぎゅっと!長崎                                            | ぎゅぎゅっと!長崎                                                   | ぎゅぎゅっと!長崎                                                   | ニュース845長崎                                 |                     |
| 鹿児島       | 情報WAVEかごしま         | 情報WAVEかごしま         | 情報WAVEかごしま         | 情報WAVEかごしま                                         | 情報WAVE645かごしま                                                 | 情報WAVE645かごしま                                                 | 情報WAVE845かごしま                             |                     |
| 宮崎         | てげビビ!                | てげビビ!                | てげビビ!                | てげビビ!                                                | てげビビ!サタデー （土曜） てげビビ!サンデー （日曜）               | てげビビ!サタデー （土曜） てげビビ!サンデー （日曜）               | ニュース845宮崎                                 |                     |
| 大分         | ぶんドキ                 | ぶんドキ                 | ぶんドキ                 | ぶんドキ                                                 | ぶんドキ                                                            | ぶんドキ                                                            | ニュース845おおいた                             |                     |
| 佐賀         | いまさが                 | いまさが                 | いまさが                 | いまさが                                                 | いまさが                                                            | いまさが                                                            | ニュース845佐賀                                 |                     |
| 沖縄         | おきなわHOTeye           | おきなわHOTeye           | おきなわHOTeye           | おきなわHOTeye                                           | ニュース（沖縄）                                                    | 気象情報（沖縄）                                                    | ニュース845沖縄                                 |                     |

北海道ブロック
- 2022年度から、平日夕方のローカル放送を4つに統合し、放送時間を拡大した。

東北ブロック
- 2020年度から、土日祝の18:45は拠点の仙台放送局からのブロック放送を実施。2020年度の山形・福島[15]は県内ニュースを編成した。2022年度からの秋田（土日祝）・盛岡（土日。岩手のニュース・気象情報を内包した自社制作のバラエティ番組を編成したがのちに「おばんですいわて」の週末版へ）、2024年度からの福島（土日）は県内ニュースを編成。
- 2025年度から、土日は県域放送（ただし、2025年度の祝日や大型連休などの対応は不明）。

関東甲信越ブロック
- 2018年度から、水戸・甲府の土日祝18:45は、東京から関東甲信地方のニュースを放送している（甲府では、18:55からは県域放送に差し替え）。
- 水戸局エリアのアナログ放送は首都圏向けニュースを放送していた。

中国ブロック
- 2018年度から、土日祝18:45は拠点の広島放送局からのブロック放送を実施。
- 2022年度から、土日祝18:45は県域放送（このうち松江・鳥取は2局の輪番制作で放送）。春の大型連休期間、お盆、年末年始はブロック放送（「ニュースちゅうごく645」、年末年始は「ニュース（中国地方）」）。

四国ブロック
- 2012年度から、土日祝18:45は拠点の松山放送局からのブロック放送を実施。
- 2022年度から、土日18:45は県域放送を行い、18:55 - 18:59は松山から四国地方の気象情報を放送。日曜日以外の祝日・春の大型連休期間・年末年始はブロック放送（『ニュース（四国）』[16]）。

九州・沖縄ブロック
- 2018年度から、土日祝18:45は拠点の福岡放送局からのブロック放送を実施。
- 2022年度から、土日祝18:45は県域放送。
- 2023年度から、土日以外の祝日は沖縄を除きブロック放送。春の大型連休、お盆、年末年始は沖縄を含めてブロック放送を行うが（「ニュース（九州沖縄）」[17]）沖縄がブロック放送に差し替えない場合もある[18]。

### 金曜夜
金曜日の19:30から19:57までの枠において地域番組を放送する。金曜日の番組はブロック共通のものと各放送局ごとのものとがあり、各放送局の編成が優先される。関東地方で放送された『特報首都圏』を例にすると、1984年度には金曜日の22時台に編成、1989年度からは土曜日18時台、1993年度からは日曜日の18時台に編成された。2000年度から金曜日の19時台に編成されている。
お盆、年末年始といった連休の時期や祝日などに特集番組（『NHKスペシャル』含む）を、またはスポーツ中継（NHK杯（フィギュアスケート）など。夏季オリンピック・冬季オリンピック含む）などが編成される場合があり、その時は全国共通ネットの番組を優先する。
金曜日の20時台については、2000年度『北海道スペシャル』の開始以後、地域によっては独自にローカル編成に差し替える。2006年度からは全ての地域でローカル編成となった。2016年度に『歴史秘話ヒストリア』を編成しローカル編成の差し替えは原則廃止。2018年度に『チコちゃんに叱られる!』を編成しローカル編成の差し替えを再開、近畿は『えぇトコ』を編成したほか、地域特集の拡大を行う地域もある。2019年頃からは地域放送番組への差し替えが増えている。
なお随時プロ野球・Jリーグ中継を中継。マルチ編成を行い、メインチャンネルで中継がない場合でもマルチ編成2チャンネルに当たるch012（地域によってはch032）で中継を行う。
この時間帯で放送された番組は、各地域では翌日以降再放送するほか、後日『NHK地域局発』『ミッドナイトチャンネル』（以上、総合テレビ）、『〇〇推し!』（BS1）などで全国放送される場合がある。また、海外向けテレビ番組配信のNHKワールド・プレミアムでも、下記の地域番組の中から抜粋して放送されている（主に当該時間帯に日本国内でスポーツ中継・国会中継・国政選挙の政見放送などで定時番組が放送されない時間帯や、『クローズアップ現代』などでは放送権の都合でこの回が放送できない場合の差し替えとして）。

#### ブロック共通番組
| 放送局       | 放送局       | 19:30                                      | 19:55                | 19:57            | 20:42 |  |
| 北海道       | 北海道       | 北海道道                                   |                      |                  |       |  |
| 北海道       | 北海道       | 北海道スペシャル（随時）                   |                      |                  |       |  |
| 北海道       | 北海道       | プロ野球（随時）                           |                      |                  |       |  |
| 東北         | 東北         | 東北ココから                               | 東北ココから         |                  |       |  |
| 東北         | 東北         | 特集番組（随時）                           |                      |                  |       |  |
| 東北         | 東北         | プロ野球（随時。まれに非ネット県あり）     |                      |                  |       |  |
| 関東・甲信越 | 関東・甲信越 | 首都圏情報 ネタドリ!                       | 首都圏情報 ネタドリ! |                  |       |  |
| 中部         | 東海4県      | 東海 ドまんなか!                           | 東海 ドまんなか!     |                  |       |  |
| 中部         | 北陸3県      | 北陸スペシャル                             | 北陸スペシャル       |                  |       |  |
| 近畿         | 近畿         | かんさい熱視線                             | かんさい熱視線       |                  |       |  |
| 近畿         | 近畿         | プロ野球（随時。まれに木曜放送の場合あり） |                      |                  |       |  |
| 中国         | 中国         | コネクト（年20本程度）                     | お知らせ             |                  |       |  |
| 中国         | 中国         | 特集番組（随時）                           |                      |                  |       |  |
| 四国         | 四国         | 四国らしんばん                             | お知らせ             | 特集番組（随時） |       |  |
| 四国         | 四国         | 前園真聖 四国推したび                      | お知らせ             |                  |       |  |
| 四国         | 四国         | ノルノルミシル!                            | お知らせ             |                  |       |  |
| 四国         | 四国         | 四国colors                                 | お知らせ             |                  |       |  |
| 九州・沖縄   | 九州・沖縄   | The Life                                   | お知らせ             |                  |       |  |
| 九州・沖縄   | 九州・沖縄   | ウオカツ!（年4本程度）                     | お知らせ             |                  |       |  |
| 九州・沖縄   | 九州・沖縄   | 特集番組（随時）                           |                      |                  |       |  |
| 九州・沖縄   | 九州・沖縄   | プロ野球（随時、まれに木曜放送の場合あり） |                      |                  |       |  |

#### 放送局別編成
| 放送局                           | 19:30                                        | 19:55                                        | 19:57                       | 20:42                 |
| 北海道                           |                                              |                                              |                             |                       |
| 札幌                             | （ブロック共通）                             | （ブロック共通）                             | （ブロック共通）            | （ブロック共通）      |
| 函館                             | （ブロック共通）                             | （ブロック共通）                             | （ブロック共通）            | （ブロック共通）      |
| 旭川                             | （ブロック共通）                             | （ブロック共通）                             | （ブロック共通）            | （ブロック共通）      |
| 帯広                             | （ブロック共通）                             | （ブロック共通）                             | （ブロック共通）            | （ブロック共通）      |
| 釧路                             | （ブロック共通）                             | （ブロック共通）                             | （ブロック共通）            | （ブロック共通）      |
| 北見                             | （ブロック共通）                             | （ブロック共通）                             | （ブロック共通）            | （ブロック共通）      |
| 室蘭                             | （ブロック共通）                             | （ブロック共通）                             | （ブロック共通）            | （ブロック共通）      |
| 東北                             |                                              |                                              |                             |                       |
| 仙台                             | 東北ココから（宮城県域、年10本程度）         | 東北ココから（宮城県域、年10本程度）         |                             |                       |
| 秋田                             | きんよる秋田（年12本程度）                   | きんよる秋田（年12本程度）                   |                             |                       |
| 山形                             | やまコレ（年11本程度）                       | やまコレ（年11本程度）                       |                             |                       |
| 盛岡                             | いわチャン（年10本程度）                     | いわチャン（年10本程度）                     |                             |                       |
| 福島                             | プライムふくしま（年11本程度）               | プライムふくしま（年11本程度）               |                             |                       |
| 青森                             | 発見!あおもり深世界（年11本程度）            | 発見!あおもり深世界（年11本程度）            |                             |                       |
| 関東・甲信越                     |                                              |                                              |                             |                       |
| 首都圏                           | （ブロック共通）                             | （ブロック共通）                             |                             |                       |
| 長野                             | 知るしん 信州を知るテレビ（拡大の場合あり）  | 知るしん 信州を知るテレビ（拡大の場合あり）  |                             |                       |
| 新潟                             | 金よう夜きらっと新潟（年29本程度）           | 金よう夜きらっと新潟（年29本程度）           |                             |                       |
| 甲府                             | ＃金曜やまなし（拡大の場合あり）             | ＃金曜やまなし（拡大の場合あり）             |                             |                       |
| 前橋                             | ぐんまスペシャル（年6本程度）                | ぐんまスペシャル（年6本程度）                |                             |                       |
| 水戸                             | 茨城スペシャル（年10本程度・拡大の場合あり） | 茨城スペシャル（年10本程度・拡大の場合あり） |                             |                       |
| 宇都宮                           | とちスペ（年12本程度・拡大の場合あり）       | とちスペ（年12本程度・拡大の場合あり）       |                             |                       |
| 放送局                           | 19:30                                        | 19:55                                        | 19:57                       | 20:42                 |
| 中部（年数本程度は20時台も放送） |                                              |                                              |                             |                       |
| 名古屋 東海3県                   | プロ野球（年2本程度）                        | プロ野球（年2本程度）                        | プロ野球（年2本程度）       | プロ野球（年2本程度） |
| 金沢                             | かがのとnight                                | かがのとnight                                |                             |                       |
| 金沢                             | かがのとチョイス                             |                                              |                             |                       |
| 静岡                             | たっぷり静岡+（年12本程度）                  | たっぷり静岡+（年12本程度）                  |                             |                       |
| 福井                             | ディープザウルスふくい                       | ディープザウルスふくい                       |                             |                       |
| 富山                             | UPっぷ富山 きとラボ                          | UPっぷ富山 きとラボ                          |                             |                       |
| 岐阜                             |                                              |                                              | ぎふスペシャル（年3本程度） |                       |
| 津                               | みえスペシャル（年3本程度）                  |                                              |                             |                       |
| 近畿                             |                                              |                                              |                             |                       |
| 大阪                             | （ブロック共通）                             | （ブロック共通）                             | （ブロック共通）            | （ブロック共通）      |
| 京都                             | （ブロック共通）                             | （ブロック共通）                             | （ブロック共通）            | （ブロック共通）      |
| 神戸                             | （ブロック共通）                             | （ブロック共通）                             | （ブロック共通）            | （ブロック共通）      |
| 和歌山                           | （ブロック共通）                             | （ブロック共通）                             | （ブロック共通）            | （ブロック共通）      |
| 奈良                             | （ブロック共通）                             | （ブロック共通）                             | （ブロック共通）            | （ブロック共通）      |
| 大津                             | （ブロック共通）                             | （ブロック共通）                             | （ブロック共通）            | （ブロック共通）      |
| 中国                             |                                              |                                              |                             |                       |
| 広島                             | コネクト（広島県域、年16本程度）             |                                              |                             |                       |
| 広島                             | プロ野球（随時）                             |                                              |                             |                       |
| 岡山                             | @okayama（年20本程度）                       |                                              |                             |                       |
| 松江                             | さんいんスペシャル（年18本程度）             |                                              |                             |                       |
| 鳥取                             | さんいんスペシャル（年18本程度）             |                                              |                             |                       |
| 山口                             | Yスペ!（年15本程度）                         |                                              |                             |                       |
| 放送局                           | 19:30                                        | 19:55                                        | 19:57                       | 20:42                 |
| 四国                             |                                              |                                              |                             |                       |
| 松山                             | ひめDON!（年6本程度）                        |                                              |                             |                       |
| 高知                             | とさ金（年6本程度）                          |                                              |                             |                       |
| 徳島                             | あわとく（年6本程度）                        |                                              |                             |                       |
| 高松                             | さぬきドキっ!（年6本程度）                   |                                              |                             |                       |
| 九州・沖縄                       |                                              |                                              |                             |                       |
| 福岡                             | #てれふく（年10本程度）                      |                                              |                             |                       |
| 北九州                           | #てれふく（年10本程度）                      |                                              |                             |                       |
| 熊本                             | くまもとの風（年10本程度）                   |                                              |                             |                       |
| 長崎                             | 長崎スペシャル（年10本程度）                 |                                              |                             |                       |
| 鹿児島                           | かごスピ（年10本程度）                       |                                              |                             |                       |
| 宮崎                             | てげオシ!（年10本程度）                      |                                              |                             |                       |
| 大分                             | ぶんぶん探検隊（年4本程度）                  |                                              |                             |                       |
| 大分                             | おおいたときあるき（年4本程度）              |                                              |                             |                       |
| 大分                             | @おおいた（年2本程度）                       |                                              |                             |                       |
| 佐賀                             | SAGA SOUL-さが魂-（年10本程度）              |                                              |                             |                       |
| 沖縄                             | きんくる 〜沖縄金曜クルーズ〜（年10本程度）  |                                              | アーカイブス枠              |                       |
| 沖縄                             | 沖縄の歌と踊り（年10本程度）                 |                                              |                             |                       |

### 土曜日・日曜日
- 土曜朝は『NHKニュースおはよう日本』の中で、7:30から拠点放送局による[注 19] 情報番組を制作している（ただし、土曜日が祝祭日の場合は休止）。『NHKニュースワイド』から続く歴史がある。しかし、2018年度以降は情報番組を制作せずに金曜夜の地域情報番組の再放送に充てる地域がある。
- 土曜11時台は基本的に金曜夜の番組再放送に充てるが、オリジナル番組を放送している局もある。
- 土曜日が祝日になる場合や、年数回の『時論公論 クエスチョン・タイム』、高校野球・オリンピック期間（高校野球・オリンピックは日曜も該当）など全国共通の特番を組む場合があり、その場合は地域枠を休止することがある。

| 放送局       | おはよう日本・土曜 | 土曜11時台 | 土曜11時台                                                                   | 日曜朝                                            | 日曜朝              | 日曜昼                                                                                                   |
| 放送局       | おはよう日本・土曜 | ブロック共通 | 各局別                                                                       | ブロック共通                                      | 各局別              | |
| ------------ | --- | --- | ---------------------------------------------------------------------------- | ------------------------------------------------- | ------------------- | --- |
| 全国共通     | （各ブロック別編成） | 1125 - 11:52 地域放送枠                                                                                           |                                                                              | 745 - 8:00 さわやか自然百景                       | 800 - 8:25 小さな旅 | 1305 - 13:35 ダーウィンが来た 1335 - 13:45 ニッポンの里山 ふるさとの絶景に出会う旅 1345 - 13:50 ミニ番組 |
| 北海道       | | |                                                                              |                                                   |                     | |
| 札幌         | NHKニュース おはよう北海道 土曜プラス | 1125 - 11:50 北海道道（再放送）                                                                                   |                                                                              |                                                   |                     | 1305 - 13:50 北海道セレクション（年10本程度）                                                            |
| 函館         | NHKニュース おはよう北海道 土曜プラス | 1125 - 11:50 北海道道（再放送）                                                                                   |                                                                              |                                                   |                     | 1305 - 13:50 北海道セレクション（年10本程度）                                                            |
| 旭川         | NHKニュース おはよう北海道 土曜プラス | 1125 - 11:50 北海道道（再放送）                                                                                   |                                                                              |                                                   |                     | 1305 - 13:50 北海道セレクション（年10本程度）                                                            |
| 帯広         | NHKニュース おはよう北海道 土曜プラス | 1125 - 11:50 北海道道（再放送）                                                                                   |                                                                              |                                                   |                     | 1305 - 13:50 北海道セレクション（年10本程度）                                                            |
| 釧路         | NHKニュース おはよう北海道 土曜プラス | 1125 - 11:50 北海道道（再放送）                                                                                   |                                                                              |                                                   |                     | 1305 - 13:50 北海道セレクション（年10本程度）                                                            |
| 北見         | NHKニュース おはよう北海道 土曜プラス | 1125 - 11:50 北海道道（再放送）                                                                                   |                                                                              |                                                   |                     | 1305 - 13:50 北海道セレクション（年10本程度）                                                            |
| 室蘭         | NHKニュース おはよう北海道 土曜プラス | 1125 - 11:50 北海道道（再放送）                                                                                   |                                                                              |                                                   |                     | 1305 - 13:50 北海道セレクション（年10本程度）                                                            |
| 東北         | | |                                                                              |                                                   |                     | |
| 仙台         | ウィークエンド東北 | 1125 - 11:52 東北ココから（再放送、一部地域は本放送）                                                             | 11:25 - 11:52 東北ココから（再放送、年10本程度）                             |                                                   |                     | 13:05 - 13:45 大好き♡東北 定禅寺しゃべり亭                                                               |
| 秋田         | ウィークエンド東北 | 1125 - 11:52 東北ココから（再放送、一部地域は本放送）                                                             | 11:25 - 11:52 きんよる秋田（再放送、年12本程度）                             |                                                   |                     | 13:05 - 13:45 大好き♡東北 定禅寺しゃべり亭                                                               |
| 山形         | ウィークエンド東北 | 1125 - 11:52 東北ココから（再放送、一部地域は本放送）                                                             | 11:25 - 11:52 やまコレ（再放送、年11本程度）                                 |                                                   |                     | 13:05 - 13:45 大好き♡東北 定禅寺しゃべり亭                                                               |
| 盛岡         | ウィークエンド東北 | 1125 - 11:52 東北ココから（再放送、一部地域は本放送）                                                             | 11:25 - 11:52 いわチャン（再放送、年10本程度）                               |                                                   |                     | 13:05 - 13:45 大好き♡東北 定禅寺しゃべり亭                                                               |
| 福島         | ウィークエンド東北 | 1125 - 11:52 東北ココから（再放送、一部地域は本放送）                                                             | 11:25 - 11:52 プライムふくしま（再放送、年11本程度）                         |                                                   |                     | 13:05 - 13:45 大好き♡東北 定禅寺しゃべり亭                                                               |
| 青森         | ウィークエンド東北 | 1125 - 11:52 東北ココから（再放送、一部地域は本放送）                                                             | 11:25 - 11:52 発見!あおもり深世界（再放送、年11本程度）                      |                                                   |                     | 13:05 - 13:45 大好き♡東北 定禅寺しゃべり亭                                                               |
| 関東・甲信越 | | |                                                                              |                                                   |                     | |
| 首都圏       | NHKニュース おはよう日本（関東甲信越） | 1125 - 11:52 首都圏情報 ネタドリ!（再放送、一部地域は本放送）                                                     |                                                                              |                                                   |                     | 1305 - 13:50 首都圏いちオシ!（年20本程度）                                                               |
| 長野         | どどどど!信州イチオシ | 1125 - 11:52 首都圏情報 ネタドリ!（再放送、一部地域は本放送）                                                     |                                                                              |                                                   |                     | |
| 新潟         | NHKニュース おはよう日本（関東甲信越） | 1125 - 11:52 首都圏情報 ネタドリ!（再放送、一部地域は本放送）                                                     |                                                                              |                                                   |                     | |
| 甲府         | NHKニュース おはよう日本（関東甲信越） | 1125 - 11:52 首都圏情報 ネタドリ!（再放送、一部地域は本放送）                                                     | 1305 - 13:35 #金曜やまなし （再放送、年18本程度）                            |                                                   |                     | |
| 前橋         | NHKニュース おはよう日本（関東甲信越） | 1125 - 11:52 首都圏情報 ネタドリ!（再放送、一部地域は本放送）                                                     | 1305 - 13:50 首都圏いちオシ!（年20本程度）                                   |                                                   |                     | |
| 水戸         | NHKニュース おはよう日本（関東甲信越） | 1125 - 11:52 首都圏情報 ネタドリ!（再放送、一部地域は本放送）                                                     | 1305 - 13:50 首都圏いちオシ!（年20本程度）                                   |                                                   |                     | |
| 宇都宮       | NHKニュース おはよう日本（関東甲信越） | 1125 - 11:52 首都圏情報 ネタドリ!（再放送、一部地域は本放送）                                                     | 1305 - 13:50 首都圏いちオシ!（年20本程度）                                   |                                                   |                     | |
| 放送局       | おはよう日本・土曜 | 土曜11時台 | 土曜11時台                                                                   | 日曜朝                                            | 日曜朝              | 日曜昼                                                                                                   |
| 放送局       | おはよう日本・土曜 | ブロック共通 | 各局別                                                                       | ブロック共通                                      | 各局別              | |
| 中部         | | |                                                                              |                                                   |                     | |
| 名古屋       | ウイークエンド中部 | 1125 - 11:50 東海 ドまんなか! （再放送） 1150 - 11:52 ミニ番組                                                    |                                                                              |                                                   |                     | 13:05 - 13:50 特集番組（再放送、随時）                                                                   |
| 津           | ウイークエンド中部 | 1125 - 11:50 東海 ドまんなか! （再放送） 1150 - 11:52 ミニ番組                                                    |                                                                              |                                                   |                     | 13:05 - 13:50 特集番組（再放送、随時）                                                                   |
| 岐阜         | ウイークエンド中部 | 1125 - 11:50 東海 ドまんなか! （再放送） 1150 - 11:52 ミニ番組                                                    |                                                                              |                                                   |                     | 13:05 - 13:50 特集番組（再放送、随時）                                                                   |
| 静岡         | ウイークエンド中部 | 1125 - 11:50 東海 ドまんなか! （再放送） 1150 - 11:52 ミニ番組                                                    | 13:05 - 13:50 たっぷり静岡+（再放送、年25本程度）                            |                                                   |                     | |
| 金沢         | ウイークエンド中部 | 11:25 - 11:54 北陸スペシャル （再放送、随時）                                                                     | 11:25 - 11:50 かがのとnight（再放送、随時） かがのとチョイス（再放送、随時） |                                                   |                     | |
| 福井         | ウイークエンド中部 | 11:25 - 11:54 北陸スペシャル （再放送、随時）                                                                     | 11:25 - 11:50 福井ザクザク!掘らナイト（再放送、随時）                        |                                                   |                     | |
| 富山         | ウイークエンド中部 | 11:25 - 11:54 北陸スペシャル （再放送、随時）                                                                     | 11:25 - 11:50 UPっぷ富山 きとラボ（再放送、随時）                            | 13:05 - 13:50 UPっぷ富山 きとラボ（再放送、随時） |                     | |
| 近畿         | | |                                                                              |                                                   |                     | |
| 大阪         | ウイークエンド関西 | 1125 - 11:52 かんさい熱視線 （再放送）                                                                            |                                                                              |                                                   |                     | |
| 京都         | ウイークエンド関西 | 1125 - 11:52 かんさい熱視線 （再放送）                                                                            |                                                                              |                                                   |                     | |
| 神戸         | ウイークエンド関西 | 1125 - 11:52 かんさい熱視線 （再放送）                                                                            |                                                                              |                                                   |                     | |
| 和歌山       | ウイークエンド関西 | 1125 - 11:52 かんさい熱視線 （再放送）                                                                            |                                                                              |                                                   |                     | |
| 奈良         | ウイークエンド関西 | 1125 - 11:52 かんさい熱視線 （再放送）                                                                            |                                                                              |                                                   |                     | |
| 大津         | ウイークエンド関西 | 1125 - 11:52 かんさい熱視線 （再放送）                                                                            |                                                                              |                                                   |                     | |
| 中国         | | |                                                                              |                                                   |                     | |
| 広島         | 730 - 7:55 CONNECT（再放送、年20本程度） 県域番組（再放送、年20本程度） 755 - 8:00 ニュース・気象情報                                                   | 1125 - 11:50 CONNECT @okayama さんいんスペシャル Yスペ! ほか （セレクション） 1150 - 11:52 おしらせ               |                                                                              |                                                   |                     | |
| 岡山         | 730 - 7:55 CONNECT（再放送、年20本程度） 県域番組（再放送、年20本程度） 755 - 8:00 ニュース・気象情報                                                   | 1125 - 11:50 CONNECT @okayama さんいんスペシャル Yスペ! ほか （セレクション） 1150 - 11:52 おしらせ               |                                                                              |                                                   |                     | |
| 松江         | 730 - 7:55 CONNECT（再放送、年20本程度） 県域番組（再放送、年20本程度） 755 - 8:00 ニュース・気象情報                                                   | 1125 - 11:50 CONNECT @okayama さんいんスペシャル Yスペ! ほか （セレクション） 1150 - 11:52 おしらせ               |                                                                              |                                                   |                     | |
| 鳥取         | 730 - 7:55 CONNECT（再放送、年20本程度） 県域番組（再放送、年20本程度） 755 - 8:00 ニュース・気象情報                                                   | 1125 - 11:50 CONNECT @okayama さんいんスペシャル Yスペ! ほか （セレクション） 1150 - 11:52 おしらせ               |                                                                              |                                                   |                     | |
| 山口         | 730 - 7:55 CONNECT（再放送、年20本程度） 県域番組（再放送、年20本程度） 755 - 8:00 ニュース・気象情報                                                   | 1125 - 11:50 CONNECT @okayama さんいんスペシャル Yスペ! ほか （セレクション） 1150 - 11:52 おしらせ               |                                                                              |                                                   |                     | |
| 放送局       | おはよう日本・土曜 | 土曜11時台 | 土曜11時台                                                                   | 日曜朝                                            | 日曜朝              | 日曜昼                                                                                                   |
| 放送局       | おはよう日本・土曜 | ブロック共通 | 各局別                                                                       | ブロック共通                                      | 各局別              | |
| 四国         | | |                                                                              |                                                   |                     | |
| 松山         | ギュッと!四国 | 1125 - 11:50 四国らしんばん（再放送） ノルノルミシル（再放送） 前園真聖 四国推し旅（再放送） 四国colors（再放送） | 1125 - 11:50 ひめDON!（再放送、年11本程度）                                  |                                                   |                     | |
| 高知         | ギュッと!四国 | 1125 - 11:50 四国らしんばん（再放送） ノルノルミシル（再放送） 前園真聖 四国推し旅（再放送） 四国colors（再放送） | 1125 - 11:50 とさ金（再放送、年11本程度）                                    |                                                   |                     | |
| 徳島         | ギュッと!四国 | 1125 - 11:50 四国らしんばん（再放送） ノルノルミシル（再放送） 前園真聖 四国推し旅（再放送） 四国colors（再放送） | 1125 - 11:50 あわとく（再放送、年11本程度）                                  |                                                   |                     | |
| 高松         | ギュッと!四国 | 1125 - 11:50 四国らしんばん（再放送） ノルノルミシル（再放送） 前園真聖 四国推し旅（再放送） 四国colors（再放送） | 1125 - 11:50 さぬきドキっ!（再放送、年11本程度）                             |                                                   |                     | |
| 九州・沖縄   | | |                                                                              |                                                   |                     | |
| 福岡         | 730 - 7:35 ニュース・気象情報 735 - 8:00 The Life（再放送） ウオカツ!（再放送、年4本程度） ミニベロ出会い旅（年7本程度） 県域番組（再放送、年10本程度） | 11:25 - 11:50 いちおし!九州沖縄 11:50 - 11:52 ミニ番組 10:30 - 11:52 大型企画（再放送、随時）                     |                                                                              |                                                   |                     | |
| 北九州       | 730 - 7:35 ニュース・気象情報 735 - 8:00 The Life（再放送） ウオカツ!（再放送、年4本程度） ミニベロ出会い旅（年7本程度） 県域番組（再放送、年10本程度） | 11:25 - 11:50 いちおし!九州沖縄 11:50 - 11:52 ミニ番組 10:30 - 11:52 大型企画（再放送、随時）                     |                                                                              |                                                   |                     | |
| 熊本         | 730 - 7:35 ニュース・気象情報 735 - 8:00 The Life（再放送） ウオカツ!（再放送、年4本程度） ミニベロ出会い旅（年7本程度） 県域番組（再放送、年10本程度） | 11:25 - 11:50 いちおし!九州沖縄 11:50 - 11:52 ミニ番組 10:30 - 11:52 大型企画（再放送、随時）                     |                                                                              |                                                   |                     | |
| 長崎         | 730 - 7:35 ニュース・気象情報 735 - 8:00 The Life（再放送） ウオカツ!（再放送、年4本程度） ミニベロ出会い旅（年7本程度） 県域番組（再放送、年10本程度） | 11:25 - 11:50 いちおし!九州沖縄 11:50 - 11:52 ミニ番組 10:30 - 11:52 大型企画（再放送、随時）                     |                                                                              |                                                   |                     | |
| 鹿児島       | 730 - 7:35 ニュース・気象情報 735 - 8:00 The Life（再放送） ウオカツ!（再放送、年4本程度） ミニベロ出会い旅（年7本程度） 県域番組（再放送、年10本程度） | 11:25 - 11:50 いちおし!九州沖縄 11:50 - 11:52 ミニ番組 10:30 - 11:52 大型企画（再放送、随時）                     |                                                                              |                                                   |                     | |
| 宮崎         | 730 - 7:35 ニュース・気象情報 735 - 8:00 The Life（再放送） ウオカツ!（再放送、年4本程度） ミニベロ出会い旅（年7本程度） 県域番組（再放送、年10本程度） | 11:25 - 11:50 いちおし!九州沖縄 11:50 - 11:52 ミニ番組 10:30 - 11:52 大型企画（再放送、随時）                     |                                                                              |                                                   |                     | |
| 大分         | 730 - 7:35 ニュース・気象情報 735 - 8:00 The Life（再放送） ウオカツ!（再放送、年4本程度） ミニベロ出会い旅（年7本程度） 県域番組（再放送、年10本程度） | 11:25 - 11:50 いちおし!九州沖縄 11:50 - 11:52 ミニ番組 10:30 - 11:52 大型企画（再放送、随時）                     |                                                                              |                                                   |                     | |
| 佐賀         | 730 - 7:35 ニュース・気象情報 735 - 8:00 The Life（再放送） ウオカツ!（再放送、年4本程度） ミニベロ出会い旅（年7本程度） 県域番組（再放送、年10本程度） | 11:25 - 11:50 いちおし!九州沖縄 11:50 - 11:52 ミニ番組 10:30 - 11:52 大型企画（再放送、随時）                     |                                                                              |                                                   |                     | |
| 沖縄         | 730 - 7:35 ニュース・気象情報 735 - 8:00 The Life（再放送） ウオカツ!（再放送、年4本程度） ミニベロ出会い旅（年7本程度） 県域番組（再放送、年10本程度） | 11:25 - 11:50 いちおし!九州沖縄 11:50 - 11:52 ミニ番組 10:30 - 11:52 大型企画（再放送、随時）                     | 1125 - 11:50 沖縄の歌と踊り（再放送）                                        |                                                   |                     | |

## 総合テレビ・Eテレ独自編成
2025年度分（出典: 差し替え番組の出典:）。上記枠では収まりきらない夜間などに独自編成を行っている地域がある。以下、その一覧を示す。

### 東北
| 番組名                    | 放送曜日・時間    | 差し替え対象の番組           | 差し替え番組の振替放送 | 備考   |
| ------------------------- | ----------------- | ---------------------------- | ---------------------- | ------ |
| 被災地からの声 つぎの一歩 | 土曜 9:30 - 9:45  | ドキュメント72時間（再放送） | 無し                   | 再放送 |
| セレクション              | 土曜 9:45 - 10:00 | ドキュメント72時間（再放送） | 無し                   | 再放送 |

### 関東甲信越
| 番組名                             | 放送曜日・時間                            | 差し替え対象の番組       | 差し替え番組の振替放送 | 備考   |
| ---------------------------------- | ----------------------------------------- | ------------------------ | ---------------------- | ------ |
| 知るしん 信州を知るテレビ ミニ番組 | 土曜 10:05 - 10:38 （長野県、随時）       | ひむバス! ほか（再放送） | 無し                   | 再放送 |
| 金よう夜 きらっと新潟 ミニ番組     | 土曜 10:05 - 10:38 （新潟県、年29本程度） | ひむバス! ほか（再放送） | 無し                   | 再放送 |

### 近畿
| 番組名   | 放送曜日・時間     | 差し替え対象の番組 | 差し替え番組の振替放送 | 備考 |
| -------- | ------------------ | ------------------ | ---------------------- | ---- |
| えぇトコ | 木曜 20:15 - 20:42 | ひむバス! ほか     | 土曜 10:05 - 10:40     |      |

### 九州沖縄
| 番組名                       | 放送曜日・時間                    | 差し替え対象の番組         | 差し替え番組の振替放送         | 備考                  |
| ---------------------------- | --------------------------------- | -------------------------- | ------------------------------ | --------------------- |
| ゾンターク～おどりのほし～   | 木曜 19:45 - 20:00 （Eテレ）      | びじゅチューン! toi-toi    | 翌土曜 21:45 - 22:00（再放送） |                       |
| うちなーであそぼ             | 土曜 12:40 - 12:45 （沖縄県）     | お知らせ                   | 無し                           | 土曜12:40以外は再放送 |
| うちなーであそぼ             | 日曜 10:55 - 11:00                | みんなのうた               | 無し                           | 土曜12:40以外は再放送 |
| 六サテ〜九州沖縄サテライブ〜 | 土曜 18:05 - 18:45 （月1回・第4） | 所さん!事件ですよ ミニ番組 | 翌木曜 23:00 - 23:30（本放送） |                       |

## ラジオ第1
ラジオ第1では、5時台から23時台にかけて拠点放送局からニュースや交通情報を放送している。主に毎時55分から5分間の放送が中心である。なお、11時台は局により11:50 - 12:00、18時台は18:50 - 19:00に行われている。
原則としてローカルニュースと天気予報であるが、直近に15分以上のワイドニュースがあり、かつその直後にローカルニュースが組まれる関係で6:55 - 7:00、11:50 - 12:00、および土・日曜と祝日の18:50 - 19:00の時間帯はローカルニュースを組まず、気象・交通情報と管内自治体・地域団体、各放送局のイベントのお知らせに充てる局も多い。また以上の3つの時間帯はFMでも同時に放送され、中波県域局のない県・地域はFMで独自の地域情報を編成している（千葉の11時台と神奈川の18時台は当該時間帯のワイド番組に内包）。
また、2017年度から20:55 - 21:00についてはローカルニュース・天気の放送は行わず、東京から全国の天気・高速道路交通情報を編成する形に変更された。2016年度までは19時台は野球中継や特別番組がない平日については19:45 - 20:00、2017年度は平日については19:30 - 19:40に行われていた。

### マイあさ!
早朝に放送されている『マイあさ!』では、以下のように放送されている。
- 5:55 - 6:00
- 6:25 - 6:30
- 6:55 - 7:00
- 7:15 - 7:20（土曜日・日曜日・祝日・年末年始）
- 7:20 - 7:25（平日）
- 7:50 - 8:00（日曜は7:55 - 8:00）

7:50からは10分にわたって拠点放送局からニュース･気象情報･交通情報を放送。

### 平日午後
平日夕方に放送される『にっぽん列島夕方ラジオ』の放送時間帯などに、以下の番組を差し替えて放送する。曜日に特記がないものは祝日などを除く毎週月曜 - 金曜の帯番組。
| 放送局               | 12時台                                             | 夕方 | 夕方                                       |
| 放送局               |                                                    | ブロック共通 | 各局別                                     |
| -------------------- | -------------------------------------------------- | --- | ------------------------------------------ |
| 全国共通             | 1220 - 12:30 ひるのいこい 1230 - 12:55 まんまる    | 1705 - 17:55 にっぽん列島夕方ラジオ |                                            |
| 北海道               |                                                    | |                                            |
| 札幌                 |                                                    | 第1木曜 1705 - 17:55 北海道まるごとラジオ |                                            |
| 函館                 |                                                    | 第1木曜 1705 - 17:55 北海道まるごとラジオ |                                            |
| 旭川                 |                                                    | 第1木曜 1705 - 17:55 北海道まるごとラジオ |                                            |
| 帯広                 |                                                    | 第1木曜 1705 - 17:55 北海道まるごとラジオ |                                            |
| 釧路                 |                                                    | 第1木曜 1705 - 17:55 北海道まるごとラジオ |                                            |
| 北見                 |                                                    | 第1木曜 1705 - 17:55 北海道まるごとラジオ |                                            |
| 室蘭                 |                                                    | 第1木曜 1705 - 17:55 北海道まるごとラジオ |                                            |
| 東北                 |                                                    | |                                            |
| 仙台                 | 金曜 1230 - 12:55 民謡をどうぞ                     | 1705 - 17:55 Nandary |                                            |
| 秋田                 | 金曜 1230 - 12:55 民謡をどうぞ                     | 1705 - 17:55 Nandary |                                            |
| 山形                 | 金曜 1220 - 13:00 なにしったのや??                 | 1705 - 17:55 Nandary |                                            |
| 盛岡                 | 金曜 1230 - 12:55 民謡をどうぞ らじ推し（第4金曜） | 1705 - 17:55 Nandary |                                            |
| 福島                 | 金曜 1230 - 12:55 民謡をどうぞ                     | 1705 - 17:55 Nandary | 木曜・金曜 1605 - 17:55 ふくどん!          |
| 青森                 | 金曜 1230 - 12:55 民謡をどうぞ                     | 1705 - 17:55 Nandary |                                            |
| 関東・甲信越         |                                                    | |                                            |
| 首都圏 （関東7都県） |                                                    | |                                            |
| 長野                 | 金曜（不定期） 1230 - 12:55 給食ラジオ             | 金曜 1705 - 18:00 ゆる信ワイド |                                            |
| 新潟                 |                                                    | |                                            |
| 甲府                 | 最終金曜 1705 - 17:55 かいラジ                     | |                                            |
| 放送局               | 12時台                                             | 夕方 | 夕方                                       |
| 放送局               |                                                    | ブロック共通 | 各局別                                     |
| 中部                 |                                                    | |                                            |
| 名古屋 （東海3県）   |                                                    | | 1700 - 17:55 夕刊 ゴジらじ                 |
| 金沢                 | 金曜 1700 - 17:55 かがのとラジオ                   | |                                            |
| 静岡                 |                                                    | |                                            |
| 福井                 | 随時（年5本程度） 1705 - 17:55 Dino★ラジ!          | |                                            |
| 富山                 | 毎月最終土曜 1215 - 13:00 きときと! スクールライフ | |                                            |
| 近畿                 |                                                    | |                                            |
| 大阪 （近畿6府県）   |                                                    | | 火曜 - 木曜 1705 - 18:00 関西ラジオワイド  |
| 中国                 |                                                    | |                                            |
| 広島                 |                                                    | 金曜 1705 - 17:55 中国!ちゅーもく!ラジオ（各県持ち回り制作） ひろしま コイらじ ほか（広島制作、年11本程度） おからじ!（岡山制作、年6本程度） しまねっとラジオ（松江制作、年6本程度） とっとりラジオハイスクール!（鳥取制作、年6本程度） YAMAGUTIC（山口制作、年6本程度） | 月曜 - 木曜 1705 - 17:55 ひろしま コイらじ |
| 岡山                 | 随時（年15本程度） 1220 - 12:55 ラジオdeもぎたて!  | 金曜 1705 - 17:55 中国!ちゅーもく!ラジオ（各県持ち回り制作） ひろしま コイらじ ほか（広島制作、年11本程度） おからじ!（岡山制作、年6本程度） しまねっとラジオ（松江制作、年6本程度） とっとりラジオハイスクール!（鳥取制作、年6本程度） YAMAGUTIC（山口制作、年6本程度） |                                            |
| 松江                 |                                                    | 金曜 1705 - 17:55 中国!ちゅーもく!ラジオ（各県持ち回り制作） ひろしま コイらじ ほか（広島制作、年11本程度） おからじ!（岡山制作、年6本程度） しまねっとラジオ（松江制作、年6本程度） とっとりラジオハイスクール!（鳥取制作、年6本程度） YAMAGUTIC（山口制作、年6本程度） |                                            |
| 鳥取                 |                                                    | 金曜 1705 - 17:55 中国!ちゅーもく!ラジオ（各県持ち回り制作） ひろしま コイらじ ほか（広島制作、年11本程度） おからじ!（岡山制作、年6本程度） しまねっとラジオ（松江制作、年6本程度） とっとりラジオハイスクール!（鳥取制作、年6本程度） YAMAGUTIC（山口制作、年6本程度） |                                            |
| 山口                 |                                                    | 金曜 1705 - 17:55 中国!ちゅーもく!ラジオ（各県持ち回り制作） ひろしま コイらじ ほか（広島制作、年11本程度） おからじ!（岡山制作、年6本程度） しまねっとラジオ（松江制作、年6本程度） とっとりラジオハイスクール!（鳥取制作、年6本程度） YAMAGUTIC（山口制作、年6本程度） |                                            |
| 放送局               | 12時台                                             | 夕方 | 夕方                                       |
| 放送局               |                                                    | ブロック共通 | 各局別                                     |
| 四国                 |                                                    | |                                            |
| 松山                 |                                                    | 金曜 1705 - 17:58 ホッと!四国 | 月曜 - 木曜 1705 - 17:55 ひめゴジ!         |
| 高知                 | 月曜 1705 - 17:55 とさらじお                       | 金曜 1705 - 17:58 ホッと!四国 |                                            |
| 徳島                 | 最終月曜 1705 - 17:55 あわ☆メロR                   | 金曜 1705 - 17:58 ホッと!四国 |                                            |
| 高松                 | 最終月曜 1705 - 17:58 まんで香川きっきょん!?       | 金曜 1705 - 17:58 ホッと!四国 |                                            |
| 九州・沖縄           |                                                    | |                                            |
| 福岡                 |                                                    | 1705 - 17:55 はっけんラジオ |                                            |
| 北九州               |                                                    | 1705 - 17:55 はっけんラジオ |                                            |
| 熊本                 |                                                    | 1705 - 17:55 はっけんラジオ |                                            |
| 長崎                 |                                                    | 1705 - 17:55 はっけんラジオ |                                            |
| 鹿児島               | 最終月曜 1705 - 17:55 かごしまの夕べ～島ラジオ～   | 1705 - 17:55 はっけんラジオ |                                            |
| 宮崎                 |                                                    | 1705 - 17:55 はっけんラジオ |                                            |
| 大分                 |                                                    | 1705 - 17:55 はっけんラジオ |                                            |
| 佐賀                 |                                                    | 1705 - 17:55 はっけんラジオ |                                            |
| 沖縄                 |                                                    | 1705 - 17:55 はっけんラジオ |                                            |

## FM放送
FM放送はラジオ第1の同時放送にて地域情報を放送している。FM独自放送は以下の通り。なお、ローカルニュース・気象情報が中波・ラジオ第1と同時放送される時間帯で、東京都、愛知県、大阪府の放送は、中波は広域放送であるため、実質的には単県放送ではない（それぞれ「関東（・甲信越）」「東海（・北陸）」「近畿」の地域放送と同じである）。

### 平日夕方
核となる時間帯。特に記述なき場合は18:50までの50分間放送。いずれも祝日は特別番組などの放送のため休止となる。
FMは県域単位での放送（北海道はブロック単位も）であるため、広域放送の地域であっても、それぞれの府県別の内容に差し替える局もある。かつては、土曜日夕方の「FMリクエストアワー」と並んで、各都道府県別（北海道は支庁ブロック単位も）の「夕べのひととき」という番組が編成されたが、その後は一部で地域単位での編成にシフト、更に2012年に入ってから地域放送の枠を廃止し、東京からの番組のネット受けに変更した地域が大幅に増えた。2013年度改編においては、中波の夕方の地域放送を拡大させた影響もあり、神奈川県・埼玉県・石川県（月1回のみ）・三重県（同左）・関西地方を除き終了させた。
この規模縮小の中で、関西向けでは全国的に唯一、16 - 17時台のラジオ第1と、18時台のFMの2つの地域情報番組を帯レギュラーで2017年度まで並列編成していた。
富山
新桜町Sound（木曜、年8本程度、18:00 - 18:50）
津
みえDE川柳（最終金曜、18:00 - 18:50）
和歌山
ラジオ防災講座（年6本程度）
大津
しが防災応援ラジオ（金曜、月1本程度）
沖縄
沖縄ミュージックジャーニー（年12本、本放送：第1木曜 18:00 - 18:50、再放送：第1日曜 11:00 - 11:50）
※上記以外の地域とネット配信サービス2者（らじる★らじる及びradiko）は東京から前週23時台に放送された番組の再放送を送っている。

### 平日正午前
関東地方では平日の正午前に情報番組を組むことがあった。これは、いずれも総合テレビ とラジオ第1での県域放送ができないことによる。これらの地域は現在テレビは中継局のみしかなく、中波ラジオに至っては中継局もない。
上記の通り平日夕方18時台の枠がローカル指定の編成から外れたため、2024年度はいづれも基は平日夕方に放送されていた千葉・さいたま・横浜・宇都宮放送局で平日11時台に地域情報番組が組まれている。なお、通常この時間帯に放送される『邦楽百番』『FM能楽堂』『カブキ・チューン』『出会いは!みんようび』を聴きたい場合はIPサイマルラジオ（らじるらじる・radiko）または隣接都県のNHK-FM放送での代替聴取となる。
さいたま
ひるどき!さいたま〜ず （毎週水 - 金 11:00 - 12:00）
千葉
花ラジちば （毎週木・金 11:00 - 12:00）
横浜
はま☆キラ!（毎週金 11:00 - 12:00）
宇都宮
金曜カフェとちのき堂 （最終金曜 11:00 - 11:50、年12本程度）

### その他
東北
民謡をどうぞ （2022年4月より金曜 9:20 - 9:45、R1で昼差し替えを行う山形県と岩手県はFM単独放送）
ミニ番組（金曜 9:45 - 9:55）
不定期（各局）
スポーツ中継（高校野球、プロ野球、Jリーグなど）
- 主にラジオ第1が国会中継や臨時のニュース他により放送することができない場合。
- 及び、中波放送局がない茨城県、栃木県、群馬県、埼玉県、千葉県、神奈川県、岐阜県、三重県、兵庫県、奈良県、和歌山県の各県内で行われる主要スポーツ大会の実施時。
- 高校野球地区大会・地域大会放送時は、正午前後に、ラジオ第1とFM放送とのリレー中継となる事がある（この場合FM放送では、正午のニュースは休止となる）。
- プロ野球やJリーグ中継は埼玉、神奈川ではFMで中継を実施することが頻繁にある。

他に次の時間帯のローカルニュース・天気予報を放送する時間帯に県別編成（広域放送地域でも県域ニュースを送る）をすることがある。
平日　5:55 - 6:00、6:55 - 7:00、7:20 - 7:25、11:50 - 12:00、12:15 - 12:20、18:50 - 19:00
（千葉は11時・18時、宇都宮は18時から放送される県域ワイド番組内にそれぞれ内包）
土曜・日曜・祝日　5:55 - 6:00、6:55 - 7:00、7:15 - 7:20、11:50 - 12:00、12:10 - 12:15、18:50 - 19:00、19:15 - 19:20